# Mapuche
Mapuche (mapuchesproget: mapuche (= "jordens folk" ) er et folk, som er de oprindelige indbyggere i det centrale og sydlige Chile. De har også været kendt under navnet "araukanere" (i perioden fra den spanske erobring og indtil det 19. århundrede), men denne betegnelse bruges mindre i dag, for de afviser den selv. Mapuchenationen omfatter 2 store grupper af
oprindelige indbyggere. De, som bor i Chiles IX region kalder man Mapucheindianere. Hovedgruppen bor fra Bio-Bio floden til Temuco (henholdsvis VIII og IX region) og taler mapudungun. Huilliche, som lever i X region (Valdivia, Osorno og Chiloë), er udbredt fra det sydlige Temuco til Chiloë og taler chezegun.
Der er lidt forskellige ord mellem de to sprog, og mapugundun er mere udviklet end chezegun. Det skyldes, at sproget tales af flere højtuddannede, og at det Katolske universitet har undervisningsprogrammer om sprog og kultur i Temuco. De forskellige Mapuchegrupper forstår hinandens sprog, selv om de har lidt forskellige, kulturelle aktiviteter. F.eks. er mapuche, som bor ved Andesbjergene afhængige af Abeskræktræets frugt (mapudungun: pehuen (spansk: piñon), og de anvender dette træ for at lave deres ritualer. Mapuche, som bor midt i landet og ved bredden af Temuco anvender i stedet Canelo (Drimys winteri) til deres ritualer (nguillatun).

## Historie
Før spanierne ankom til chile i 1541, fandtes der op mod to millioner mapuche i det sydlige Chile. Mapuchebefolkningen bestod af både
fastboende og nomadiske folk, jægere og samlere, hyrder, landmænd og fiskere. De fastboende etablerede samfund baseret på landbrug og kvæg, idet de frugtbare jorde i denne del af landet passede hertil.
Før den europæiske invasion var mapuchebefolkningen spredt over området mellem byen Copiapo i nord og øen Chiloë i syd. Da spanierne ankom, koncentrerede befolkningen sig omkring floderne Bíobío og Toltén. Mapuche levede i grupper af familiemedlemmer, dvs. i samfund ledet af et overhoved, lonko. Som regel var et samfund sammensat af 15-20 familier. Der var ofte stridigheder mellem de forskellige grupper, idet folk mente, at døden ikke havde en naturlig årsag, men ofte skyldtes en forbandelse. Årsagen til denne blev ofte sporet til andre grupper af samfundets åndelige leder, machi.
Grupper af folket, som fandtes overalt mellem floderne Biobío og Toltén, havde succes med at modstå erobrerne i den såkaldte Araukanerkrig, der fortsatte med mellemrum og lange perioder af fred i 300 år. Den spanske krone anerkendte indtil en vis grad folkets selvstyre og kun nogle årtier efter uafhængigheden, at den chilenske og den argentinske stat invaderede de områder, der var forblevet selvstyrende og tilføjede mapucherne en række nederlag.
I slutningen af 1800-tallet blev mapucheterritorierne opslugt af den chilenske stat. Siden har mapuche systematisk tabt deres territorier, og de føler sig udsat for racediskrimination. Området omkring Temuco har den tætteste mapuchebefolkning i Chile, og det er samtidig det fattigste område i landet. Mange mapuchesamfund i landområderne er blevet isoleret og omringet af store fyrretræsplantager. Den oprindelige skov er fældet af kommercielle firmaer i store områder, og de traditionelle levemåder er ved at forsvinde. De dyr, mapuche oprindeligt jagede, og planterne, de samlede til medicinsk brug og føde, er ved at forsvinde.

## Nutiden
Mapuchebefolkningen i det 21. århundrede findes for det meste i byerne, men de opretholder bånd til deres oprindelige samfund, og de fastholder krav på landområder og anerkendelse af deres kultur. Trods den sociale splittelse har mapuche bevaret deres unikke kultur, og det er først i den seneste tid, at der er opstået en alvorlig risiko, at deres nedarvede viden og kultur går tabt. 30% af mapuche bor i den niende region, Araucania, mens 20% af huilliche bor i den tiende, Los Lagos. 40% af folket bor i hovedstaden, Santiago, hvor de udgør 10% af befolkningen. Trods mange hundrede års kolonisering, anser op mod million mennesker, hvoraf halvdelen bor i byer, sig stadig som mapuche.
Efter i mange år ikke at være blevet hørt, er der nu øget fokus på integration af mapuchefolket.